# 经济区
经济区是一个区域经济空间组织的概念，是指具有紧密联系的社会、经济一体化区域。经济区是一个相对中国化的概念，且在中国大陆实践较多。

## 概述
具体到经济区，其是在一定合理范围之内，包含农村、乡镇、城市等多种聚落类型的有着经济、文化、社会等各种联系的地域综合体。其形成的条件可分为两类：一是自然环境、历史、经济、社会条件等自然因素；二是人为力量（多为国家意志）。依照不同功能特征，经济区可以分为部门经济区、决策经济区和综合经济区三大类型。

## 具体实践
在中国大陆，从改革开放始，中国逐渐形成了长江三角洲地区、珠江三角洲地区和环渤海地区三大经济发展先行区。然而，是时国家层面只是给予宽泛的政策支持，并未有具体的规划纲要引导、指导三大区域发展为联系十分紧密的经济区。自21世纪始，中国大陆实行“区域经济非均衡协调发展战略”，先后提出“西部大开发”、“振兴东北等老工业基地”及“中部崛起”的区域发展战略。并先后出台具体意见、规划引导、指导各经济区的形成和发展。如先后出台《珠江三角洲地区改革发展规划纲要》、《长江三角洲地区区域规划》、《成渝经济区区域规划》、《海峡西岸经济区发展规划》等区域规划。